# Паренаго, Александр Николаевич
Александр Николаевич Паренаго (18 января 1847 — 22 июля 1908) — российский вице-адмирал.
Происходил из старинного воронежского дворянского рода Паренаго. Родился в имении родителей — селе Березовка Алексинского уезда Тульской губернии. Образование получил в Морском кадетском корпусе в Санкт-Петербурге, который закончил в 1865 году.
Служил офицером на флоте с 1867 года, участник двух кругосветных плаваний: на корвете «Витязь» 1870—74 гг.) и в 1880-81 гг. в звании капитан-лейтенанта старшим офицером на клипере «Забияка».
Капитан первого ранга с 1891 г., контр-адмирал с 1899 г.
С 1886 года командовал шхунами «Алеут» (1886—1887), «Самоед», канонерской лодкой «Грозящий» (1889—1891).
Командир строящегося броненосца «Адмирал Ушаков» (23 мая 1894 — 6 декабря 1894).
С конца 1894 года командует броненосцем «Сисой Великий». 23 марта 1898 года удостоился Монаршего благоволения за взятие Порт-Артура.
В 1904-05 гг. в должности командующего отдельным отрядом судов Балтийского флота, назначенных для испытаний, следил за ускоренным окончанием строительства кораблей в Санкт-Петербургском порту перед русско-японской войной. 4 сентября 1906 г. произведен в вице-адмиралы с увольнением от службы. 
Умер в 1908 г. в Пятигорске.
Похоронен в селе Березовка Тульской области. Плита с надписью "Вице-Адмиралъ Александръ Николаевичъ ПаренОго. Скончался 22 июля 1908 года" по сей день находится на месте кладбища и остатков фундамента деревянной церкви в селе Березовка. Могила, по всей видимости, разграблена.
Являлся внуком российского издателя и переводчика, составителя словарей Паренаго Михаила Алексеевича, братом российского и советского врача, доктора медицины, директора Старорусских минеральных вод, Героя Труда Паренаго Сергея Николаевича.